# Hilde Gebühr

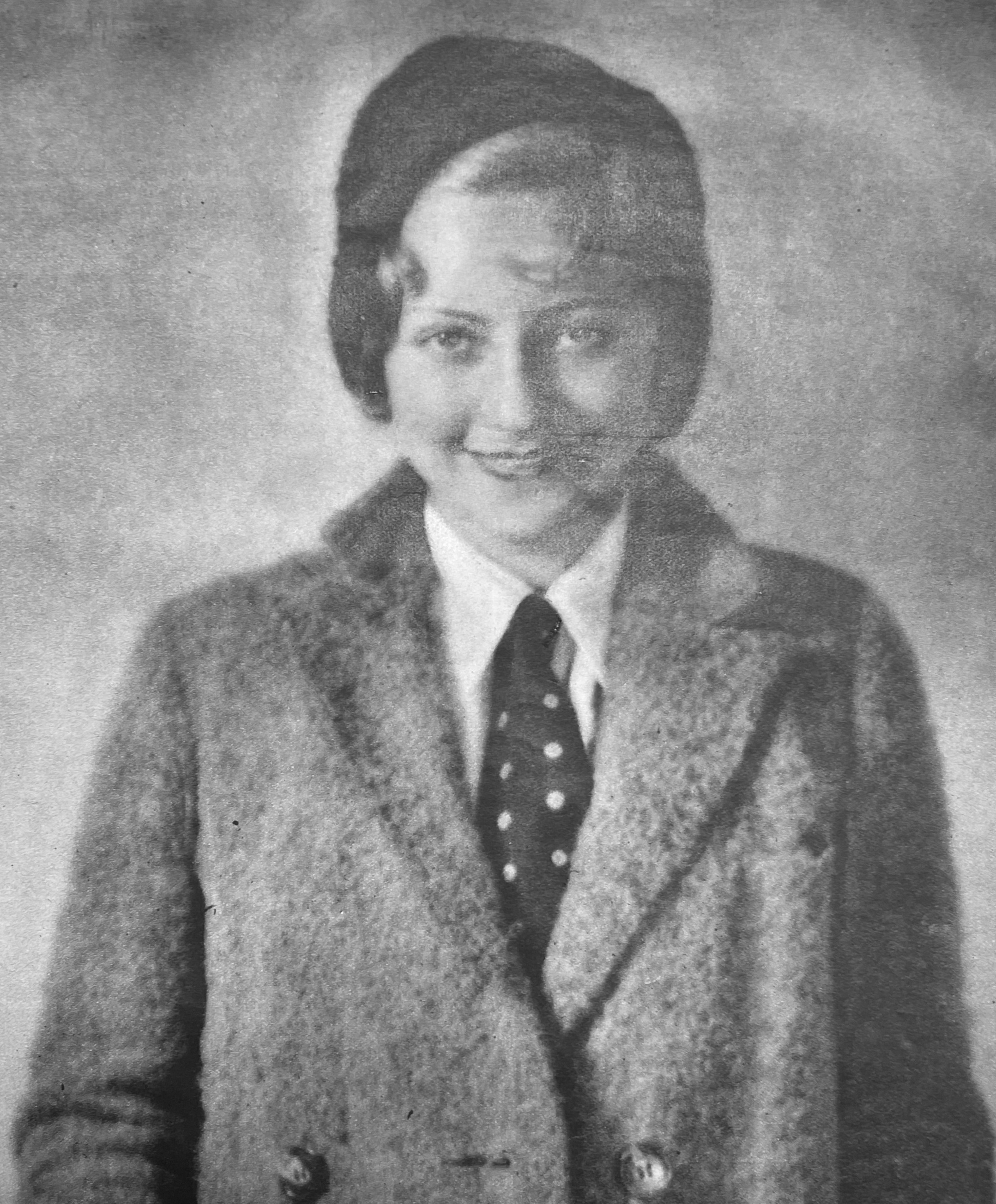
Hilde Gebühr, fotografiert von Gregor Harlip, um 1931

Hilde Gebühr (* 28. Juni 1910 in Dresden; † 26. April 1945 in Schlehdorf am Kochelsee) war eine deutsche Schauspielerin. 

## Leben
Die Tochter des Schauspielers Otto Gebühr und seiner ersten Ehefrau Cornelia Bertha Julius besuchte die Schauspielschule von Louise Dumont in Düsseldorf. Nach Auftritten an verschiedenen Bühnen gehörte sie ab 1932 zum Ensemble der Nürnberger Bühnen. 
Im selben Jahr erhielt sie auch ihre erste Filmrolle in dem Abenteuerfilm Die Wasserteufel von Hieflau. Hier verkörperte sie als Hauptdarstellerin ein junges Mädchen, das von zwei Kanuten begehrt wird. In zwei weiteren Filmen übernahm sie noch wichtige Nebenrollen, dann wurde sie jedoch nicht mehr berücksichtigt. Hilde Gebühr spielte noch einige Zeit Theater und zog sich dann aus der Öffentlichkeit zurück.

## Filmografie
- 1932: Die Wasserteufel von Hieflau
- 1933: Johannisnacht
- 1934: Rivalen der Luft - Ein Segelfliegerfilm